# Asociación Europea de Agencias de Comunicación
{{subst:proposed deletion|concern=the page is outdated and an english version is available at https://en.wikipedia.org/wiki/European_Association_of_Communication_Agencies }}
La Asociación Europea de Agencias de Comunicación (en inglés European Association of Communications Agencies) (EACA) es una organización paraguas de grupos de comunicación europeos. Fue fundada en 1959 y tiene su sede en Bruselas, Bélgica. EACA reúne a más de 2.500 agencias de comunicación de 30 países europeos. Sus miembros incluyen agencias de publicidad, medios de comunicación, branding y agencias de relación con prensa.
EACA representa a sus miembros y defiende sus intereses ante las instituciones de la Unión Europea, actuando como "la voz de la publicidad en Europa". La legislación sobre la publicidad del alcohol, la igualdad de género en la publicidad, la protección de datos o prácticas injustas son algunos de los temas sobre los que trata de influir.
La organización se financia mediante las cuotas de sus miembros y forma parte de la European Advertising Standards Alliance, gestora de los procesos de autorregulación de la industria en Europa. EACA también es miembro fundador del Advertising Education Forum (AEF) y cuenta con acuerdos con el Advertising Information Group, CMBA, EDAA y Responsible Advertising for Children.

## Historia
EACA fue fundada en Oslo en el año 1959 por un grupo de agencias de comunicación y publicidad de los países nórdicos, Francia, Reino Unido y la República Federal Alemana. En la segunda mitad de los años 70 movió su actividad a Bruselas con el objetivo de estar más cerca del centro político europeo y así poder influir directamente en la legislación sobre la industria,, siguiendo los pasos de muchos otros lobbies. El número de lobistas creció exponencialmente durante las siguientes épocas. Hoy, son 11.444 los lobbies registrados en Bruselas.

## Actividades
- EACA y sus miembros defienden activamente la autorregulación de la industria publicitaria y piden trabajar conjuntamente con la Comisión Europea para conseguirlo.[3]
- Concienciar sobre la contribución de la publicidad en las economías de mercado
- Fomentar la cooperación entre agencias
- Asegurar la libertad de publicitar responsable y creativamente.
- Proporcionar información relevante a agencias, miembros, políticos y actores interesados en la industria

## Estructura
EACA se divide en 5 consejos:
- International Agencies Council (IAC) - las agencias más grandes de Europa
- National Associations' Council (NAC) - asociaciones de agencias nacionales en 29 mercados europeos, incluidos todos los mercados de la Unión Europea.
- Media Agencie's Council (MAC) -
- The Media Agencies' Council (MAC) - Agencias internacionales
- Integrated Marketing Communications Council (IMCC) - Asociaciones nacionales de agencias líder en promoción de ventas
- Health Communications Council (HCC) - principales agencias de comunicación europeas en materia de salud